# بانغالور ناغاراثناما
بانغالور ناغاراثناما (بالإنجليزية: Bangalore Nagarathnamma)‏ (نوفمبر 1878 - 19 مايو 1952)  مغنية كارناتيك هندية، وناشطة ثقافية وباحثة ومُدرسة ومؤرخة وراعية للفنون . كانت بانغالور أيضاً أول رئيس لجمعية مقاطعة مادراس الفنية، كما قامت بتحرير ونشر العديد من الكتب عن الشعر والأغاني والآداب الهندية.

## حياتها المبكرة
ولدت بانغالور عام 1878 في مقاطعة Nanjangud الهندية  . وكان العديد من أجدادها يعملون كموسيقيِّين ومُطربين في بلاط الأمراء والملوك. تعلمت بانغالور اللغة السنسكرتيَّة والموسيقى في سن الخامسة. وتحت رعاية عمها عازف الكمان واصلت تعلُّم الموسيقى واللغة الإنكليزية، وأصبحت بارعة في الرقص والعزف خلال فترة وجيزة بحيث كانت قادرة على تقديم عروض موسيقية أمام جمهور كبير وهي بعمر الخامسة عشر .

## المهنة
أصبجت بانغالور مغنية شهيرة في وقت مبكر من حياتها، واعتبرت لاحقاً واحدة من أفضل مغني الكارناتيك في عصرها، وغنت بمختلف اللغات الهندية كالكانادا والسنسكريتية والتيلوغو. جذبت موهبتها في الرقص والغناء انتباه حاكم ميسور، والذي جعلها الراقصة الرسمية للبلاط الملكي في ميسور، وبعد وفاة الحاكم انتقلت إلى بنغالور، حيث حازت على شهرة كبيرة ليس فقط في الموسيقى ولكن في الرقص أيضاً. كان القاضي نارهاري راو، وهو قاضٍ في المحكمة العليا في ميسور أحد رعاة بانغالور، واقترح عليها الانتقال إلى مادراس «تشيناي» لمواصلة حياتها المهنية كموسيقية وراقصة، فانتقلت إلى هناك حيث أصبحت رائدة موسيقى الكارناتيك.
كان الموسيقيُّون الذكور يهيمنون على المهرجانات الموسيقية التي تقام بشكل سنوي في تلك المقاطعة، وذلك لسبب بسيط فالمرأة الحرة الكريمة لن تغني أو ترقص أمام الجمهور، وهكذا مُنعت بانغالور من المشاركة في هذه المهرجانات الشعبية، رغم أنَّها كانت تدفع تكاليف الاشتراك وتتعهد بألا ترقص كالبغايا. كلُّ ذلك دفع بانغالور لتنظيم مهرجان موسيقي موازي في الجزء الخلفي من المعبد الذي كان يُقام فيه المهرجان الأساسي. في نهاية المطاف آتت جهود بانغالور أُكلها فتمَّ السماح للرجال والنساء بالغناء معاً في عام 1941. وأصبح هذا المهرجان الموسيقي مشهوراً باعتباره أحد أكثر الأحداث الموسيقية شعبية في جنوب الهند.

## نشاطاتها الأدبية
انخرطت بانغالور في النشاط الأدبي في فترة مبكرة من حياتها، فقامت بتحرير ونشر العديد من كتب الشعر والمختارات الأدبية، وكانت خطيبة بارعة أيضاً فقدَّمت العديد من الخطب الدينية ليس فقط بلغة الكانادا - لغتها الأم - ولكن بلغات أخرى أيضاً مثل التيلغو والتاميلية والسنسكريتية. خلال دراستها للأدب الهندي القديم صادفت بانغالور قصيدة قديمة تدعى «راديكا سانتوانام» ولكنها كانت ناقصة وغير واضحة بشكلٍ كافٍ، فقرَّرت تعديل هذه القصيدة وإكمالها بلغة التيلغو لتغدو أشهر أعمالها الأدبية وأهمها. في عام 1855 قام تشارلز فيليب براون - الباحث البارز في ثقافة التيلغو – بترجمة هذا الكتاب وإيداعه في مكتبة المخطوطات الشرقية. وقام أحد شركاء براون لاحقاً بطباعة نسخة توضيحية من الكتاب عام 1887 (أعيد طبعها في عام 1907). لكنه تعمد حذف بعض الفقرات التي اعتبرها غير لائقة أو ملائمة للأعراف الاجتماعية السائدة، وهو الأمر الذي أثار حفيظة بانغالور ودفعها للبحث عن النسخة الأصلية للقصيدة المكتوبة على أوراق النخيل، وقامت عام 1910 بنشر نسخة مطابقة للنسخة الأصلية التي تحتوي على كل الفقرات المحذوفة.
كانت أغلب ردود الفعل على الكتاب سلبية للغاية، حتى أنَّ إحدى المجلات المختصة بثقافة التيلغو انتقدت الكتاب وعلَّقت بأن عاهرة قامت بتأليفه وعاهرة أخرى قامت بتحريره ونشره [15]. أخيراً تمَّ حظر الكتاب في الهند لعدة سنوات بضغط من اللوبي الإنكليزي هناك، ولكن بعد أن نالت الهند استقلالها رفع الحظر من قبل رئيس وزراء مقاطعة مادراس، والذي قال بأنَّه أعاد لؤلؤة إلى قلادة أدب التيلغو.

## وفاتها
توفيت بانغالور ناغاراثناما في عام 1952 عن عمرٍ يناهز الرابعة والسبعين، وأقيم نصب تذكاري تكريماً لها في مسقط رأسها.